# U–186
Az U–186 tengeralattjárót a német haditengerészet rendelte a brémai AG Wessertől 1940. augusztus 15-én. A hajót 1942. július 10-én vették hadrendbe. Két harci küldetése volt, ezek során három hajót – 18 782 regisztertonna – elsüllyesztett.

## Pályafutása
Az U–186 első járőrútjára 1942. december 31-én futott ki Kielből. 1943. január 11-én az Atlanti-óceán északi részén elsüllyesztette az 
Ocean Vagabond nevű brit teherhajót, amely gabonát, faárut és 3165 tonna szulfidot szállított. A legénység tagjai közül csak egy halt meg, a többieket az HMS Wanderer romboló vette fedélzetére. A tengeralattjáró február 23-án az ON–166-os konvojt támadta, és két hajót elsüllyesztett. Az U–186 sorsa 1943. május 12-én teljesedett be, amikor az Azori-szigetektől északnyugatra az HMS Hesperus brit romboló mélységi bombákkal elpusztította. A búvárhajó 53 fős legénységéből senki nem élte túl a támadást.

## Kapitány
| Név                | Kezdőnap         | Zárónap         |
| ------------------ | ---------------- | --------------- |
| Siegfried Hesemann | 1942. július 10. | 1943. május 12. |

## Őrjáratok
| Indulás | Indulónap          | Érkezés | Zárónap          |
| ------- | ------------------ | ------- | ---------------- |
| Kiel    | 1942. december 31. | Lorient | 1943. március 5. |
| Lorient | 1943. április 17.  | *       | 1943. május 12.  |

* A tengeralattjáró nem érte el úti célját, elsüllyesztették

## Elsüllyesztett hajók
| Dátum             | Hajó neve      | Nemzetisége        | Brt  | Konvoj |
| ----------------- | -------------- | ------------------ | ---- | ------ |
| 1943. január 11.  | Ocean Vagabond | Egyesült Királyság | 7174 | SC–115 |
| 1943. február 23. | Hastings       | Egyesült Államok   | 5401 | ON–166 |
| 1943. február 23. | Eulima         | Egyesült Királyság | 6207 | ON–166 |